# Aphaniosoma impeditum
Aphaniosoma impeditum är en tvåvingeart som beskrevs av Ebejer 2008. Aphaniosoma impeditum ingår i släktet Aphaniosoma och familjen gulflugor. Inga underarter finns listade i Catalogue of Life.